# Şükrü Ersoy
Şükrü Ersoy (Kadıköy, 1931. január 14. –) török labdarúgókapus, edző.
A török válogatott színeiben részt vett az 1954-es labdarúgó-világbajnokságon. Rövid ideig a Fenerbahçe SK vezetőedzője is volt.